# كاتدرائية القديس فيتوس

كاتدرائية القديس فيتوس في قلعة براغ.

كاتدرائية القديس فيتوس أو كاتدرائية متروبليان القديس فيتوس، وأدالبرت، وفاتسلاف (بالتشيكيَّة: metropolitní katedrála svatého Víta, Václava a Vojtěcha) هي كاتدرائية رومانية كاثوليكية في براغ، وهي مقر رئيس أساقفة براغ. حتى عام 1997، سميت الكاتدرائية على شرف القديس فيتوس، ولا تزال الكاتدرائية تعرف فقط باسم كاتدرائية القديس فيتوس.
تعد الكاتدرائية مثال ممتاز عن العمارة القوطية، وهي أكبر وأهم كنيسة في جمهورية التشيك. تقع الكاتدرائية داخل قلعة براغ والتي تحتوي على قبور العديد من الملوك البوهيمين وأباطرة الإمبراطورية الرومانية المقدسة، تقع الكاتدرائية تحت ملكية الحكومة التشيكية كجزء من مجمع قلعة براغ.

## أعلام
- كارل الرابع
- فرديناند الأول
- أوتوكار الثاني
- رودولف الثاني
- ماكسيمليان الثاني